# Iris schelkowinkowii
Iris schelkowinkowii là một loài thực vật có hoa trong họ Diên vĩ. Loài này được (Fomin) Fomin miêu tả khoa học đầu tiên năm 1907.